# Rankin Ridge Lookout Tower
La Rankin Ridge Lookout Tower est une tour de guet du comté de Custer, dans le Dakota du Sud, aux États-Unis. Protégée au sein du parc national de Wind Cave, elle s'atteint via le Rankin Ridge Nature Trail, un National Recreation Trail depuis 1982.